# Países Bajos en el Festival de la Canción de Eurovisión Junior
Países Bajos fue uno de los países fundadores que debutó en el I Festival de Eurovisión Junior en 2003.
La Nederlandse Publieke Omroep, a través de la organización AVRO, (a diferencia del festival de adultos que van con la organización NOS y más tarde con TROS) es la encargada de elegir al representante de ese país para el festival mediante Junior Songfestival. En la cual los participantes escriben sus propias canciones, las que son enviadas al organismo de radiodifusión, el cual organiza una final nacional, en donde el público elige al ganador. Desde 2018, y bajo la gestión de AVROTROS, los aspirantes audicionan con covers y después de ser seleccionados, se les asignan canciones con las que compiten en un solo show.
Los Países Bajos han organizado en dos ocasiones el certamen (2007) y (2012). Ganó en 2009, con Ralf Mackenbach y su canción "Click Clack" obtuvieron la victoria en la edición celebrada en Kiev, Ucrania. Siendo esta la primera victoria de este país en 35 años luego de su último triunfo en el Festival de la Canción de Eurovisión 1975.
Países Bajos es el único país de los 16 fundadores que ha estado presentes durante todas las ediciones.
Su puntuación media hasta 2024 es de 85,18 puntos.

## Participación
| Año  | Sede        | Artista             | Canción                  | Lugar | Pts |
| ---- | ----------- | ------------------- | ------------------------ | ----- | --- |
| 2003 | Copenhague  | Roel                | «Mijn_ogen_zeggen_alles» | 11    | 23  |
| 2004 | Lillehammer | Klaartje & Nicky    | «Hij is een kei»         | 11    | 27  |
| 2005 | Hasselt     | Tess                | «Stupid»                 | 7     | 82  |
| 2006 | Bucarest    | Kimberly            | «Goed»                   | 12    | 44  |
| 2007 | Rótterdam   | Lisa, Amy & Shelley | «Adem in, adem uit»      | 11    | 39  |
| 2008 | Limassol    | Marissa             | «1 dag»                  | 13    | 27  |
| 2009 | Kiev        | Ralf                | «Click clack»            | 1     | 121 |
| 2010 | Minsk       | Senna & Anna        | «My family»              | 9     | 52  |
| 2011 | Ereván      | Rachel              | «Teenager»               | 2     | 103 |
| 2012 | Ámsterdam   | Femke               | «Tik tak tik»            | 7     | 69  |
| 2013 | Kiev        | Mylène & Rosanne    | «Double me»              | 8     | 59  |
| 2014 | Marsa       | Julia               | «Around»                 | 8     | 70  |
| 2015 | Sofía       | Shalissa            | «Million lights»         | 15    | 35  |
| 2016 | La Valeta   | Kisses              | «Kisses and Dancin'»     | 8     | 175 |
| 2017 | Tiflis      | Fource              | «Love Me»                | 4     | 156 |
| 2018 | Minsk       | Max & Anne          | «Samen»                  | 13    | 91  |
| 2019 | Gliwice     | Matheu              | «Dans Met Jou»           | 4     | 186 |
| 2020 | Varsovia    | Unity               | «Best Friends»           | 4     | 132 |
| 2021 | París       | Ayana               | «Mata Sugu Aō Ne»        | 19    | 43  |
| 2022 | Ereván      | Luna                | «La Festa»               | 7     | 128 |
| 2023 | Niza        | Sep & Jasmijn       | «Holding On To You»      | 7     | 122 |
| 2024 | Madrid      | Stay Tuned          | «Music»                  | 10    | 91  |
| 2025 | Tiflis      | -TBA                | -TBA                     | -     | -   |

## Festivales Organizados en Países Bajos
| Edición                                          | Ciudad sede | Localización        | Presentandores                            |
| ------------------------------------------------ | ----------- | ------------------- | ----------------------------------------- |
| Festival de la Canción de Eurovisión Junior 2007 | Róterdam    | Ahoy Arena          | Kim-Lian van der Meij y Sipke Jan Bousema |
| Festival de la Canción de Eurovisión Junior 2012 | Ámsterdam   | Heineken Music Hall | Kim-Lian van der Meij y Ewout Genemans    |

## Votaciones
Países Bajos ha dado más puntos a...
| N.º | País        | Pts |
| --- | ----------- | --- |
| 1   | Armenia     | 113 |
| 2   | Georgia     | 103 |
| 3   | Bélgica     | 97  |
| 4   | Francia     | 80  |
| 5   | Rusia       | 78  |
| 6   | Bielorrusia | 77  |
| 7   | Malta       | 75  |
| 8   | España      | 69  |
| 9   | Ucrania     | 63  |
| 10  | Suecia      | 51  |

Países Bajos ha recibido más puntos de...
| N.º | País                | Pts |
| --- | ------------------- | --- |
| 1   | Bélgica             | 98  |
| 2   | Armenia             | 88  |
| 3   | Malta               | 73  |
| 4   | Suecia              | 64  |
| 5   | Georgia             | 63  |
| 6   | Bielorrusia         | 55  |
| 7   | Rusia               | 48  |
| 7   | Ucrania             | 48  |
| 8   | Serbia              | 44  |
| 9   | España              | 42  |
| 10  | Macedonia del Norte | 39  |

## Portavoces
| Año  | Portavoz               | 12 Puntos   |
| ---- | ---------------------- | ----------- |
| 2024 | Veronika               | Georgia     |
| 2023 | Luna Sabella           | Francia     |
| 2022 | Ralf Mackenbach        | Francia     |
| 2021 | Matheu Hinzen          | Francia     |
| 2020 | Robin Haas             | Francia     |
| 2019 | Anne Buhre             | Kazajistán  |
| 2018 | Vincent Miranovich     | Australia   |
| 2017 | Thijs Schlimback       | Australia   |
| 2016 | Anneloes               | Australia   |
| 2015 | Julia Van Bergen       | Armenia     |
| 2014 | Mylène & Rosanne       | Bulgaria    |
| 2013 | Alessandro Wempe       | Malta       |
| 2012 | Lidewei Loot           | Ucrania     |
| 2011 | Anna Lagerweij         | Bélgica     |
| 2010 | Bram                   | Bélgica     |
| 2009 | Marissa                | Bélgica     |
| 2008 | Famke Rauch            | Georgia     |
| 2007 | Kimberly Nieuwenhuizen | Armenia     |
| 2006 | Tess Gaerthé           | Suecia      |
| 2005 | Giovanni Kemper        | Bélgica     |
| 2004 | Danny Hokestra         | Reino Unido |
| 2003 | Aisa                   | Bélgica     |

- Datos: Q847045
- Multimedia: Netherlands in the Junior Eurovision Song Contest / Q847045